# Adolf Anderssen

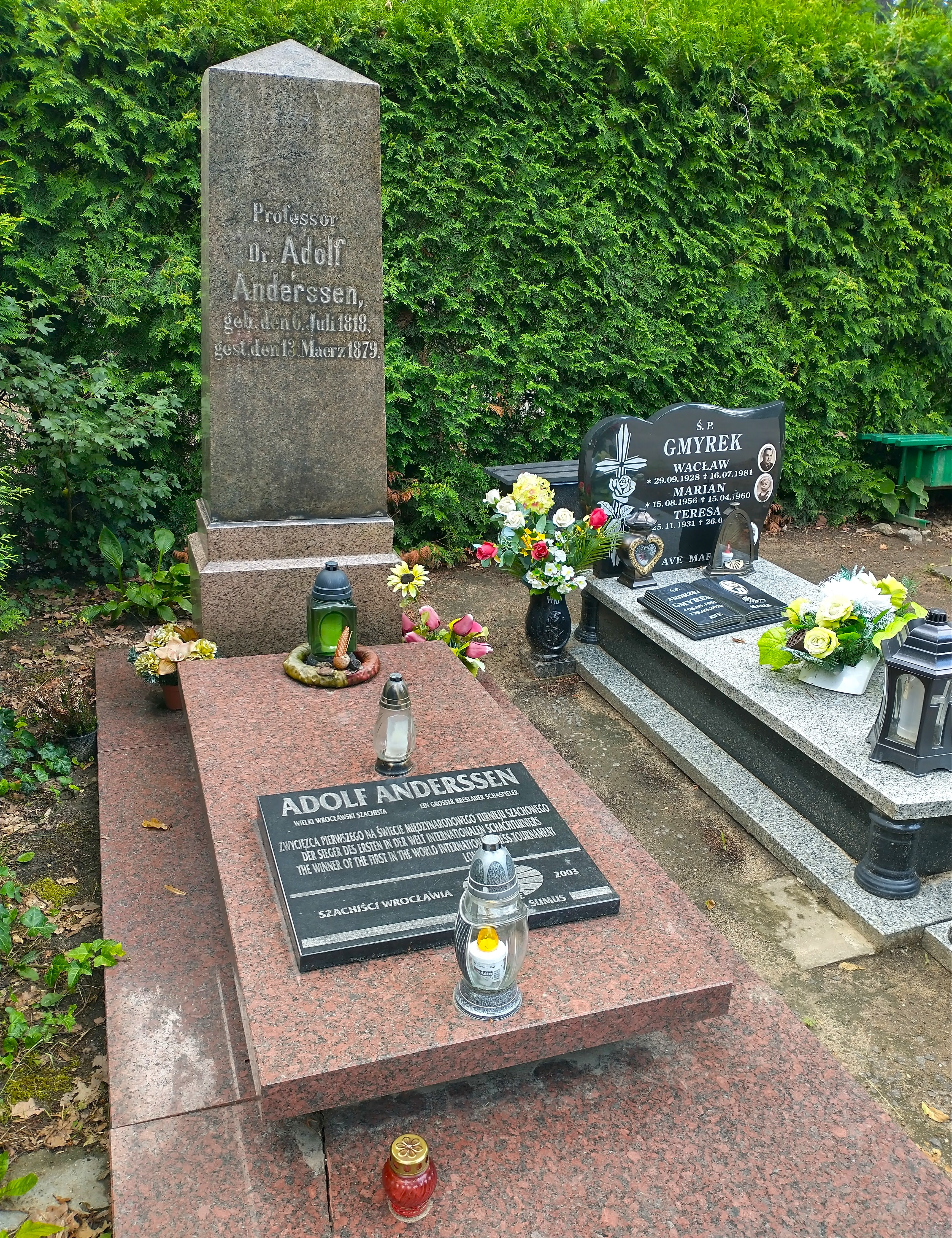
Nagrobek na Cmentarzu Osobowickim we Wrocławiu

Karl Ernst Adolf Anderssen (ur. 6 lipca 1818 we Wrocławiu, zm. 13 marca 1879 tamże) – niemiecki szachista, nieoficjalny mistrz świata w latach 1851–1858.

## Życiorys
Ukończył Gimnazjum św. Elżbiety we Wrocławiu. Studiował matematykę i filozofię na Uniwersytecie Wrocławskim. Po ukończeniu studiów podjął pracę jako nauczyciel w różnych szkołach w Niemczech, uczył matematyki i języka niemieckiego, w 1851 powrócił do Wrocławia, gdzie uczył w Gimnazjum im. Króla Fryderyka II i w 1856 został tam mianowany profesorem. 
Mimo że poznał zasady gry w szachy w wieku dziewięciu lat, nie robił wielkich postępów jako dziecko i w wieku młodzieńczym. Zwrócił na siebie uwagę świata szachowego dopiero w 1842 roku, gdy opublikował kilka krótkich i zgrabnych problemów szachowych. Cztery lata później został zatrudniony przez wydawcę magazynu Schachzeitung, później noszącego nazwę Deutsche Schachzeitung (Niemiecka Gazeta Szachowa).
W 1848 roku Anderssen zremisował mecz z profesjonalnym szachistą, Danielem Harrwitzem. Ten remis oraz działalność Anderssena jako szachowego żurnalisty, wysoko oceniana przez profesjonalistów, zaowocowały zaproszeniem do reprezentowania Niemiec na pierwszym międzynarodowym turnieju szachowym w 1851 roku w Londynie. Początkowo Anderssen niechętnie odniósł się do tego zaproszenia, ponieważ wysokie koszty podróży zbytnio nadwątliłyby jego finanse. Howard Staunton, pomysłodawca i główny organizator turnieju, zadeklarował zwrot kosztów podróży, w przypadku gdyby Anderssen nie zdobył nagrody na turnieju. Ten wielkoduszny gest był decydującym argumentem. Anderssen pojechał do Londynu i ku zdumieniu szachowej elity dość gładko pokonał wszystkich przeciwników. Turniej rozegrano systemem pucharowym.
Anderssen zyskał sławę nie tylko z powodu wygranej, lecz także dzięki stylowi, w jakim ją osiągnął. Podziwiano zwłaszcza jego zwycięską partię przeciwko Lionelowi Kieseritzky'emu, w której najpierw poświęcił gońca, następnie dwie wieże i w końcu hetmana. Partię, rozegraną jako towarzyską w kuluarach turnieju, nazwano nieśmiertelną. Jest to jedna z najbardziej znanych partii szachów wszech czasów. Rok później w Berlinie Anderssen rozegrał kolejną sławną partię przeciwko Jeanowi Dufresne. Ta partia, w której w decydującym ataku poświęcił hetmana i lekką figurę, przeszła do historii pod nazwą wiecznozielonej.
Przez kilka następnych lat Anderssena uważano za najsilniejszego szachistę na świecie. W 1858 roku trafił jednak na pogromcę. Paul Morphy w słynnym meczu rozegranym w Paryżu wygrał siedem partii, przy tylko dwóch przegranych i dwóch remisach. Anderssen w drugiej połowie tego meczu stosował białymi nietypowe otwarcie 1.a3, które później nazwano otwarciem Anderssena. Nie przyniosło mu ono sukcesu, nigdy później raczej nie było stosowane w poważnych rozgrywkach.
Trzy lata po przegranym meczu z Morphym Anderssen przypomniał się światu, wygrywając w Londynie pierwszy międzynarodowy turniej rozegrany systemem kołowym. Wygrał wówczas dwanaście partii na trzynaście rozegranych, a w pokonanym polu pozostawił m.in. późniejszego mistrza świata Wilhelma Steinitza. W 1866 roku rozegrał prestiżowy mecz właśnie ze Steinitzem. W meczu nie padł ani jeden remis, Anderssen przegrał osiem i wygrał sześć partii. Mecz obfitował w ważne z punktu widzenia rozwoju teorii szachów partie i przez wielu dzisiejszych komentatorów jest uważany za mecz o tytuł mistrza świata. Jednak ani przed, ani podczas meczu żadna tego typu deklaracja nie miała miejsca.
Wielkie sukcesy turniejowe Anderssen osiągnął w zaawansowanym już wieku. Serię bardzo udanych turniejów w latach sześćdziesiątych ukoronował zwycięstwem w bardzo silnie obsadzonym turnieju w Baden-Baden w 1870 roku, gdzie wyprzedził m.in. mistrza świata Steinitza. Siedem lat później, w wieku pięćdziesięciu dziewięciu lat, odniósł swój ostatni duży sukces na turnieju w Lipsku (drugie miejsce za Louisem Paulsenem, przed Johannesem Zukertortem i Szymonem Winawerem). Zmarł dwa lata później. Pochowany został na cmentarzu przy ul. Ślężnej. Po likwidacji cmentarza grób Anderssena przeniesiono i umieszczono w alei głównej Cmentarza Osobowickiego, gdzie zachował się do dzisiaj. W 2003 roku na płycie nagrobnej umieszczono tablicę upamiętniającą zasługi Anderssena.
Według systemu Chessmetrics, w sierpniu 1870 r. z wynikiem 2744 punktów zajmował pierwsze miejsce na świecie.
Od 1992 r. we Wrocławiu rozgrywany jest turniej poświęcony jego pamięci.
Poniżej przykładowa kompozycja szachowa autorstwa Anderssena.
|   | a | b | c | d | e | f | g | h |   |
| 8 | d8 – Biały goniec · e8 – Biały goniec · h8 – Biały król · h7 – Czarny pionek · h6 – Czarny król · f3 – Biały pionek · h3 – Czarny pionek · h2 – Biały pionek | d8 – Biały goniec · e8 – Biały goniec · h8 – Biały król · h7 – Czarny pionek · h6 – Czarny król · f3 – Biały pionek · h3 – Czarny pionek · h2 – Biały pionek | d8 – Biały goniec · e8 – Biały goniec · h8 – Biały król · h7 – Czarny pionek · h6 – Czarny król · f3 – Biały pionek · h3 – Czarny pionek · h2 – Biały pionek | d8 – Biały goniec · e8 – Biały goniec · h8 – Biały król · h7 – Czarny pionek · h6 – Czarny król · f3 – Biały pionek · h3 – Czarny pionek · h2 – Biały pionek | d8 – Biały goniec · e8 – Biały goniec · h8 – Biały król · h7 – Czarny pionek · h6 – Czarny król · f3 – Biały pionek · h3 – Czarny pionek · h2 – Biały pionek | d8 – Biały goniec · e8 – Biały goniec · h8 – Biały król · h7 – Czarny pionek · h6 – Czarny król · f3 – Biały pionek · h3 – Czarny pionek · h2 – Biały pionek | d8 – Biały goniec · e8 – Biały goniec · h8 – Biały król · h7 – Czarny pionek · h6 – Czarny król · f3 – Biały pionek · h3 – Czarny pionek · h2 – Biały pionek | d8 – Biały goniec · e8 – Biały goniec · h8 – Biały król · h7 – Czarny pionek · h6 – Czarny król · f3 – Biały pionek · h3 – Czarny pionek · h2 – Biały pionek | 8 |
| 7 | d8 – Biały goniec · e8 – Biały goniec · h8 – Biały król · h7 – Czarny pionek · h6 – Czarny król · f3 – Biały pionek · h3 – Czarny pionek · h2 – Biały pionek | d8 – Biały goniec · e8 – Biały goniec · h8 – Biały król · h7 – Czarny pionek · h6 – Czarny król · f3 – Biały pionek · h3 – Czarny pionek · h2 – Biały pionek | d8 – Biały goniec · e8 – Biały goniec · h8 – Biały król · h7 – Czarny pionek · h6 – Czarny król · f3 – Biały pionek · h3 – Czarny pionek · h2 – Biały pionek | d8 – Biały goniec · e8 – Biały goniec · h8 – Biały król · h7 – Czarny pionek · h6 – Czarny król · f3 – Biały pionek · h3 – Czarny pionek · h2 – Biały pionek | d8 – Biały goniec · e8 – Biały goniec · h8 – Biały król · h7 – Czarny pionek · h6 – Czarny król · f3 – Biały pionek · h3 – Czarny pionek · h2 – Biały pionek | d8 – Biały goniec · e8 – Biały goniec · h8 – Biały król · h7 – Czarny pionek · h6 – Czarny król · f3 – Biały pionek · h3 – Czarny pionek · h2 – Biały pionek | d8 – Biały goniec · e8 – Biały goniec · h8 – Biały król · h7 – Czarny pionek · h6 – Czarny król · f3 – Biały pionek · h3 – Czarny pionek · h2 – Biały pionek | d8 – Biały goniec · e8 – Biały goniec · h8 – Biały król · h7 – Czarny pionek · h6 – Czarny król · f3 – Biały pionek · h3 – Czarny pionek · h2 – Biały pionek | 7 |
| 6 | d8 – Biały goniec · e8 – Biały goniec · h8 – Biały król · h7 – Czarny pionek · h6 – Czarny król · f3 – Biały pionek · h3 – Czarny pionek · h2 – Biały pionek | d8 – Biały goniec · e8 – Biały goniec · h8 – Biały król · h7 – Czarny pionek · h6 – Czarny król · f3 – Biały pionek · h3 – Czarny pionek · h2 – Biały pionek | d8 – Biały goniec · e8 – Biały goniec · h8 – Biały król · h7 – Czarny pionek · h6 – Czarny król · f3 – Biały pionek · h3 – Czarny pionek · h2 – Biały pionek | d8 – Biały goniec · e8 – Biały goniec · h8 – Biały król · h7 – Czarny pionek · h6 – Czarny król · f3 – Biały pionek · h3 – Czarny pionek · h2 – Biały pionek | d8 – Biały goniec · e8 – Biały goniec · h8 – Biały król · h7 – Czarny pionek · h6 – Czarny król · f3 – Biały pionek · h3 – Czarny pionek · h2 – Biały pionek | d8 – Biały goniec · e8 – Biały goniec · h8 – Biały król · h7 – Czarny pionek · h6 – Czarny król · f3 – Biały pionek · h3 – Czarny pionek · h2 – Biały pionek | d8 – Biały goniec · e8 – Biały goniec · h8 – Biały król · h7 – Czarny pionek · h6 – Czarny król · f3 – Biały pionek · h3 – Czarny pionek · h2 – Biały pionek | d8 – Biały goniec · e8 – Biały goniec · h8 – Biały król · h7 – Czarny pionek · h6 – Czarny król · f3 – Biały pionek · h3 – Czarny pionek · h2 – Biały pionek | 6 |
| 5 | d8 – Biały goniec · e8 – Biały goniec · h8 – Biały król · h7 – Czarny pionek · h6 – Czarny król · f3 – Biały pionek · h3 – Czarny pionek · h2 – Biały pionek | d8 – Biały goniec · e8 – Biały goniec · h8 – Biały król · h7 – Czarny pionek · h6 – Czarny król · f3 – Biały pionek · h3 – Czarny pionek · h2 – Biały pionek | d8 – Biały goniec · e8 – Biały goniec · h8 – Biały król · h7 – Czarny pionek · h6 – Czarny król · f3 – Biały pionek · h3 – Czarny pionek · h2 – Biały pionek | d8 – Biały goniec · e8 – Biały goniec · h8 – Biały król · h7 – Czarny pionek · h6 – Czarny król · f3 – Biały pionek · h3 – Czarny pionek · h2 – Biały pionek | d8 – Biały goniec · e8 – Biały goniec · h8 – Biały król · h7 – Czarny pionek · h6 – Czarny król · f3 – Biały pionek · h3 – Czarny pionek · h2 – Biały pionek | d8 – Biały goniec · e8 – Biały goniec · h8 – Biały król · h7 – Czarny pionek · h6 – Czarny król · f3 – Biały pionek · h3 – Czarny pionek · h2 – Biały pionek | d8 – Biały goniec · e8 – Biały goniec · h8 – Biały król · h7 – Czarny pionek · h6 – Czarny król · f3 – Biały pionek · h3 – Czarny pionek · h2 – Biały pionek | d8 – Biały goniec · e8 – Biały goniec · h8 – Biały król · h7 – Czarny pionek · h6 – Czarny król · f3 – Biały pionek · h3 – Czarny pionek · h2 – Biały pionek | 5 |
| 4 | d8 – Biały goniec · e8 – Biały goniec · h8 – Biały król · h7 – Czarny pionek · h6 – Czarny król · f3 – Biały pionek · h3 – Czarny pionek · h2 – Biały pionek | d8 – Biały goniec · e8 – Biały goniec · h8 – Biały król · h7 – Czarny pionek · h6 – Czarny król · f3 – Biały pionek · h3 – Czarny pionek · h2 – Biały pionek | d8 – Biały goniec · e8 – Biały goniec · h8 – Biały król · h7 – Czarny pionek · h6 – Czarny król · f3 – Biały pionek · h3 – Czarny pionek · h2 – Biały pionek | d8 – Biały goniec · e8 – Biały goniec · h8 – Biały król · h7 – Czarny pionek · h6 – Czarny król · f3 – Biały pionek · h3 – Czarny pionek · h2 – Biały pionek | d8 – Biały goniec · e8 – Biały goniec · h8 – Biały król · h7 – Czarny pionek · h6 – Czarny król · f3 – Biały pionek · h3 – Czarny pionek · h2 – Biały pionek | d8 – Biały goniec · e8 – Biały goniec · h8 – Biały król · h7 – Czarny pionek · h6 – Czarny król · f3 – Biały pionek · h3 – Czarny pionek · h2 – Biały pionek | d8 – Biały goniec · e8 – Biały goniec · h8 – Biały król · h7 – Czarny pionek · h6 – Czarny król · f3 – Biały pionek · h3 – Czarny pionek · h2 – Biały pionek | d8 – Biały goniec · e8 – Biały goniec · h8 – Biały król · h7 – Czarny pionek · h6 – Czarny król · f3 – Biały pionek · h3 – Czarny pionek · h2 – Biały pionek | 4 |
| 3 | d8 – Biały goniec · e8 – Biały goniec · h8 – Biały król · h7 – Czarny pionek · h6 – Czarny król · f3 – Biały pionek · h3 – Czarny pionek · h2 – Biały pionek | d8 – Biały goniec · e8 – Biały goniec · h8 – Biały król · h7 – Czarny pionek · h6 – Czarny król · f3 – Biały pionek · h3 – Czarny pionek · h2 – Biały pionek | d8 – Biały goniec · e8 – Biały goniec · h8 – Biały król · h7 – Czarny pionek · h6 – Czarny król · f3 – Biały pionek · h3 – Czarny pionek · h2 – Biały pionek | d8 – Biały goniec · e8 – Biały goniec · h8 – Biały król · h7 – Czarny pionek · h6 – Czarny król · f3 – Biały pionek · h3 – Czarny pionek · h2 – Biały pionek | d8 – Biały goniec · e8 – Biały goniec · h8 – Biały król · h7 – Czarny pionek · h6 – Czarny król · f3 – Biały pionek · h3 – Czarny pionek · h2 – Biały pionek | d8 – Biały goniec · e8 – Biały goniec · h8 – Biały król · h7 – Czarny pionek · h6 – Czarny król · f3 – Biały pionek · h3 – Czarny pionek · h2 – Biały pionek | d8 – Biały goniec · e8 – Biały goniec · h8 – Biały król · h7 – Czarny pionek · h6 – Czarny król · f3 – Biały pionek · h3 – Czarny pionek · h2 – Biały pionek | d8 – Biały goniec · e8 – Biały goniec · h8 – Biały król · h7 – Czarny pionek · h6 – Czarny król · f3 – Biały pionek · h3 – Czarny pionek · h2 – Biały pionek | 3 |
| 2 | d8 – Biały goniec · e8 – Biały goniec · h8 – Biały król · h7 – Czarny pionek · h6 – Czarny król · f3 – Biały pionek · h3 – Czarny pionek · h2 – Biały pionek | d8 – Biały goniec · e8 – Biały goniec · h8 – Biały król · h7 – Czarny pionek · h6 – Czarny król · f3 – Biały pionek · h3 – Czarny pionek · h2 – Biały pionek | d8 – Biały goniec · e8 – Biały goniec · h8 – Biały król · h7 – Czarny pionek · h6 – Czarny król · f3 – Biały pionek · h3 – Czarny pionek · h2 – Biały pionek | d8 – Biały goniec · e8 – Biały goniec · h8 – Biały król · h7 – Czarny pionek · h6 – Czarny król · f3 – Biały pionek · h3 – Czarny pionek · h2 – Biały pionek | d8 – Biały goniec · e8 – Biały goniec · h8 – Biały król · h7 – Czarny pionek · h6 – Czarny król · f3 – Biały pionek · h3 – Czarny pionek · h2 – Biały pionek | d8 – Biały goniec · e8 – Biały goniec · h8 – Biały król · h7 – Czarny pionek · h6 – Czarny król · f3 – Biały pionek · h3 – Czarny pionek · h2 – Biały pionek | d8 – Biały goniec · e8 – Biały goniec · h8 – Biały król · h7 – Czarny pionek · h6 – Czarny król · f3 – Biały pionek · h3 – Czarny pionek · h2 – Biały pionek | d8 – Biały goniec · e8 – Biały goniec · h8 – Biały król · h7 – Czarny pionek · h6 – Czarny król · f3 – Biały pionek · h3 – Czarny pionek · h2 – Biały pionek | 2 |
| 1 | d8 – Biały goniec · e8 – Biały goniec · h8 – Biały król · h7 – Czarny pionek · h6 – Czarny król · f3 – Biały pionek · h3 – Czarny pionek · h2 – Biały pionek | d8 – Biały goniec · e8 – Biały goniec · h8 – Biały król · h7 – Czarny pionek · h6 – Czarny król · f3 – Biały pionek · h3 – Czarny pionek · h2 – Biały pionek | d8 – Biały goniec · e8 – Biały goniec · h8 – Biały król · h7 – Czarny pionek · h6 – Czarny król · f3 – Biały pionek · h3 – Czarny pionek · h2 – Biały pionek | d8 – Biały goniec · e8 – Biały goniec · h8 – Biały król · h7 – Czarny pionek · h6 – Czarny król · f3 – Biały pionek · h3 – Czarny pionek · h2 – Biały pionek | d8 – Biały goniec · e8 – Biały goniec · h8 – Biały król · h7 – Czarny pionek · h6 – Czarny król · f3 – Biały pionek · h3 – Czarny pionek · h2 – Biały pionek | d8 – Biały goniec · e8 – Biały goniec · h8 – Biały król · h7 – Czarny pionek · h6 – Czarny król · f3 – Biały pionek · h3 – Czarny pionek · h2 – Biały pionek | d8 – Biały goniec · e8 – Biały goniec · h8 – Biały król · h7 – Czarny pionek · h6 – Czarny król · f3 – Biały pionek · h3 – Czarny pionek · h2 – Biały pionek | d8 – Biały goniec · e8 – Biały goniec · h8 – Biały król · h7 – Czarny pionek · h6 – Czarny król · f3 – Biały pionek · h3 – Czarny pionek · h2 – Biały pionek | 1 |
|   | a | b | c | d | e | f | g | h |   |

Rozwiązanie: [1.Gh5! K:h5 2.Kg7 h6 3.Kf6!! Kh4 4.Kg6 mat]
(zaznacz tekst pomiędzy nawiasami, aby zobaczyć rozwiązanie)